# Thặng dư kinh tế

Biểu đồ minh họa thặng dư tiêu dùng (màu đỏ) và thặng dư sản xuất (màu xanh lam) trên biểu đồ cung và cầu

Trong kinh tế học chính thống, thặng dư kinh tế (tiếng Anh: Economic surplus), còn được gọi là tổng phúc lợi hoặc tổng phúc lợi xã hội hoặc thặng dư Marshall (đặt theo tên của Alfred Marshall), là một trong hai đại lượng có liên quan:
- Thặng dư của người tiêu dùng hay thặng dư tiêu dùng (consumer surplus; CS), là lợi nhuận bằng tiền mà người tiêu dùng thu được do họ có thể mua một sản phẩm với giá thấp hơn giá cao nhất mà họ sẵn lòng trả.
- Thặng dư của người sản xuất hay thặng dư sản xuất (producer surplus; PS), là số tiền mà người sản xuất được lợi khi bán với giá thị trường cao hơn mức giá thấp nhất mà họ sẵn lòng bán; con số này gần bằng với lợi nhuận (vì các nhà sản xuất thường không sẵn sàng bán lỗ và thường không quan tâm đến việc bán với giá hòa vốn).[1][2]

## Tổng quan
Vào giữa thế kỷ 19, kỹ sư Jules Dupuit lần đầu tiên đưa ra khái niệm về thặng dư kinh tế, nhưng chính nhà kinh tế học Alfred Marshall đã mang khái niệm này trở nên nổi tiếng trong lĩnh vực kinh tế.
Trên biểu đồ cung và cầu tiêu chuẩn, thặng dư của người tiêu dùng là diện tích (có hình tam giác nếu đường cung và cầu là tuyến tính) nằm trên mức giá cân bằng của hàng hóa và nằm bên dưới đường cầu. Điều này phản ánh thực tế là người tiêu dùng sẽ sẵn sàng mua một đơn vị hàng hóa thứ nhất ở mức giá cao hơn mức giá cân bằng, một đơn vị thứ hai ở mức giá thấp hơn nhưng vẫn cao hơn giá cân bằng, v.v., nhưng trên thực tế cái giá mà họ phải trả chỉ là giá cân bằng cho mỗi đơn vị họ mua.
Tương tự, trong biểu đồ cung cầu, thặng dư của người sản xuất là diện tích nằm dưới mức giá cân bằng nhưng nằm trên đường cung. Điều này phản ánh thực tế rằng các nhà sản xuất sẵn sàng cung cấp đơn vị hàng hóa thứ nhất ở mức giá thấp hơn mức giá cân bằng, đơn vị thứ hai ở mức giá cao hơn nhưng vẫn thấp hơn giá cân bằng, v.v., nhưng trên thực tế số tiền mà họ nhận được vẫn là mức giá cân bằng cho tất cả các đơn vị hàng hóa họ bán.

## Lịch sử
Các tác giả ban đầu về các vấn đề kinh tế đã sử dụng thặng dư như một phương tiện để rút ra kết luận về mối quan hệ giữa sản xuất và nhu cầu thiết yếu. Trong lĩnh vực nông nghiệp, thặng dư là một khái niệm quan trọng bởi vì lĩnh vực này có trách nhiệm nuôi sống tất cả mọi người cộng với chính nó. Thực phẩm là phần đáng chú ý bởi vì mọi người chỉ cần một lượng thức ăn cụ thể và chỉ có thể tiêu thụ một lượng thức ăn nhất định. Điều này có nghĩa là sản lượng lương thực dư thừa phải tràn sang cho người khác, và sẽ không được tích trữ một cách hợp lý. Do đó, khu vực phi nông nghiệp bị hạn chế bởi khu vực nông nghiệp bằng sản lượng lương thực trừ đi lượng lượng tiêu thụ của khu vực nông nghiệp.
William Petty
William Petty đã sử dụng một định nghĩa rộng về nhu cầu thiết yếu, giúp ông tập trung vào các vấn đề về việc làm xung quanh vấn đề thặng dư. Petty giải thích một ví dụ giả định là một lãnh thổ có 1000 người sống và 100 người trong số đó có khả năng sản xuất đủ thức ăn cho tất cả 1000 người. Câu hỏi đặt ra là, những người còn lại sẽ làm gì nếu chỉ cần 100 người để cung cấp nhu yếu phẩm? Do đó, ông đề xuất nhiều loại việc làm với số người thất nghiệp còn lại.
David Hume
David Hume tiếp cận khái niệm thặng dư nông nghiệp từ một hướng khác. Hume nhận ra rằng nông nghiệp có thể cung cấp nhiều thức ăn cho nhiều người hơn số người trồng ra nó, nhưng đặt câu hỏi tại sao nông dân lại phải làm việc để sản xuất nhiều thức ăn hơn mức họ cần. Theo quan điểm của ông, việc sản xuất bị ép buộc, có thể xảy ra dưới chế độ phong kiến, sẽ khó tạo ra thặng dư đáng kể. Tuy nhiên, nếu họ có thể mua được những thứ hàng xa xỉ và những thứ hàng hóa khác ngoài nhu cầu thiết yếu của họ, họ sẽ có cảm giác được tạo động lực để sản xuất nhiều hơn và tạo ra thặng dư. Hume không coi khái niệm này là lý thuyết trừu tượng, ông đã nêu nó như một sự thật khi thảo luận về cách nước Anh phát triển sau khi trưng bày những thứ xa xỉ của nước ngoài trong cuốn History of England của mình.
Adam Smith
Suy nghĩ của Adam Smith về thặng dư đã thu hút Hume. Smith lưu ý rằng ham muốn hàng hóa xa xỉ là vô hạn, so với sự hữu hạn của cơn đói. Smith nhận thấy sự phát triển ở châu Âu bắt nguồn từ việc địa chủ coi trọng chi tiêu xa xỉ hơn là quyền lực chính trị.

## Thặng dư tiêu dùng
Thặng dư tiêu dùng là sự chênh lệch giữa mức giá tối đa mà người tiêu dùng sẵn sàng trả và mức giá thực tế mà họ phải trả. Nếu một người tiêu dùng sẵn sàng trả nhiều tiền hơn cho một đơn vị hàng hóa so với mức giá chào bán hiện tại, họ sẽ nhận được nhiều lợi ích hơn từ sản phẩm đã mua so với mức giá mà họ sẵn sàng trả. Họ đang nhận được cùng một lợi ích, việc đạt được những điều tốt đẹp, với một chi phí thấp hơn. Một ví dụ về hàng hóa có thặng dư tiêu dùng cao là nước uống. Mọi người lẽ ra sẽ phải trả giá rất cao cho nước uống, vì họ cần nó để duy trì sự tồn tại của mình. Sự khác biệt về giá mà họ phải trả, nếu họ phải trả, và số tiền họ phải trả bây giờ là thặng dư tiêu dùng của họ. Lợi ích từ một vài lít nước uống đầu tiên là rất lớn (vì nó ngăn chặn tử vong), vì vậy vài lít nước đầu tiên có thể sẽ có nhiều thặng dư tiêu dùng hơn những lượng nước tiếp theo.
Số tiền tối đa mà người tiêu dùng sẵn sàng trả cho một số lượng hàng hóa nhất định là tổng mức giá tối đa mà họ sẽ trả cho đơn vị hàng hóa đầu tiên, mức giá tối đa mà họ sẵn sàng trả cho đơn vị thứ hai (mức này sẽ thấp hơn mức thứ nhất), v.v. Thông thường, các mức giá này có chiều hướng giảm; chúng được cung cấp bởi đường cầu cá nhân, đường này phải được tạo ra bởi một người tiêu dùng hợp lý, tức là người tối đa hóa mức lợi ích với điều kiện ngân sách hạn chế. Do đường cầu dốc xuống nên mức lợi ích biên giảm dần. Lợi ích biên giảm dần có nghĩa là việc một người nhận được ít lợi ích bổ sung hơn từ một đơn vị bổ sung. Tuy nhiên, mức giá của một sản phẩm là không đổi đối với mọi đơn vị ở mức giá cân bằng. Số tiền cần thêm mà ai đó sẵn sàng trả cho số lượng đơn vị sản phẩm ít hơn số lượng cân bằng và với giá cao hơn giá cân bằng cho mỗi số lượng này, là lợi ích mà họ nhận được khi mua số lượng hàng hóa này. Đối với một mức giá nhất định, người tiêu dùng sẽ mua số lượng làm sao cho thặng dư tiêu dùng của họ được cao nhất. Thặng dư của người tiêu dùng sẽ là cao nhất ở số lượng đơn vị lớn nhất, ngay cả đối với đơn vị hàng hóa cuối cùng, khi mà mức sẵn lòng trả tối đa không thấp hơn giá cả thị trường.
Thặng dư tiêu dùng có thể được sử dụng làm thước đo phúc lợi xã hội, do Robert Willig chỉ ra. Đối với một sự thay đổi về giá cả, thặng dư của người tiêu dùng có thể cung cấp một giá trị xấp xỉ những thay đổi về phúc lợi. Tuy nhiên, với nhiều thay đổi về giá cả hay thu nhập, thặng dư của người tiêu dùng không thể được sử dụng để ước tính phúc lợi kinh tế vì nó không còn giá trị đơn lẻ nữa. Các phương pháp hiện đại hơn được phát triển sau đó để ước tính tác động phúc lợi của việc thay đổi giá cả bằng cách sử dụng thặng dư tiêu dùng.
Thặng dư tiêu dùng tổng hợp là tổng thặng dư tiêu dùng áp dụng cho tất cả người tiêu dùng cá nhân. Sự tổng hợp này có thể được biểu diễn bằng đồ thị, như được thể hiện trong đồ thị trên của đường cung và cầu thị trường. Thặng dư tiêu dùng tổng hợp này  cũng có thể được coi là mức thỏa mãn tối đa mà người tiêu dùng thu được từ loại hàng hóa và dịch vụ cụ thể.

### Tính toán từ cung và cầu
Thặng dư của người tiêu dùng (cá nhân hoặc tổng hợp) là diện tích nằm dưới đường cầu (cá nhân hoặc tổng hợp) và nằm trên đường nằm ngang ở mức giá thực tế (trong trường hợp tổng hợp là giá cân bằng). Nếu đường cầu là một đường thẳng thì thặng dư của người tiêu dùng là diện tích của một tam giác:
{\displaystyle CS={\frac {1}{2}}Q_{\mathrm {mkt} }\left(P_{\max }-P_{\mathrm {mkt} }\right),}
Trong đó P mkt là mức giá cân bằng (trong đó cung bằng cầu), Qmkt là tổng số lượng mua ở mức giá cân bằng, và Pmax là mức giá mà tại đó số lượng mua sẽ giảm xuống bằng 0 (nghĩa là tại điểm đường cầu cắt trục giá). Đối với các hàm cung và cầu tổng quát hơn, các diện tích này không phải là hình tam giác nhưng vẫn có thể được tìm thấy bằng cách sử dụng phép tính tích phân. Do đó, thặng dư của người tiêu dùng là tích phân xác định của hàm cầu đối với giá cả, từ giá thị trường đến giá đặt trước tối đa (tức là giá chặn của hàm cầu):
{\displaystyle CS=\int _{P_{\mathrm {mkt} }}^{P_{\max }}D(P)\,dP,}
Trong đó {\displaystyle D(P_{\max })=0.} Điều này cho thấy rằng nếu chúng ta thấy giá cân bằng tăng và số lượng cân bằng giảm, thì thặng dư tiêu dùng giảm.

### Tính toán sự thay đổi trong thặng dư tiêu dùng
Sự thay đổi trong thặng dư tiêu dùng được sử dụng để đo lường sự thay đổi của giá cả và thu nhập. Hàm cầu được sử dụng để thể hiện nhu cầu của một cá nhân đối với một sản phẩm nhất định là cần thiết để xác định tác động của sự thay đổi giá cả. Hàm cầu của một cá nhân là một hàm của thu nhập cá nhân, đặc điểm nhân khẩu học của cá nhân và vectơ giá cả hàng hóa. Khi giá của một sản phẩm thay đổi, sự thay đổi trong thặng dư tiêu dùng được đo bằng giá trị âm của tích phân từ giá thực tế ban đầu (P0) và giá thực tế mới (P1) của cầu về sản phẩm bởi cá nhân. Nếu sự thay đổi trong thặng dư của người tiêu dùng là dương, sự thay đổi giá được cho là đã làm tăng phúc lợi cá nhân. Nếu sự thay đổi giá này trong thặng dư tiêu dùng là âm, sự thay đổi giá được cho là đã làm giảm phúc lợi của cá nhân.

### Phân phối lợi ích khi giá giảm
Khi cung hàng hóa tăng, giá giảm (giả sử đường cầu dốc xuống) và thặng dư tiêu dùng tăng lên. Điều này có lợi cho hai nhóm người: những người đã sẵn sàng mua với giá ban đầu được hưởng lợi từ việc giảm giá, và họ có thể mua nhiều hơn và nhận được nhiều thặng dư tiêu dùng hơn; và những người tiêu dùng khác không muốn mua ở mức giá ban đầu sẽ mua ở mức giá mới và cũng nhận được thặng dư tiêu dùng.
Hãy xem xét một ví dụ về đường cung và đường cầu tuyến tính. Đối với đường cung ban đầu S0, thặng dư của người tiêu dùng là tam giác nằm trên đường tạo bởi giá P0 với đường cầu (giới hạn bên trái bởi trục giá và trên cùng bởi đường cầu). Nếu cung mở rộng từ S0 đến S1, thặng dư của người tiêu dùng mở rộng đến tam giác trên P1 và dưới đường cầu (vẫn bị giới hạn bởi trục giá). Sự thay đổi trong thặng dư của người tiêu dùng là sự khác biệt về diện tích giữa hai tam giác, và đó là phúc lợi của người tiêu dùng liên quan đến việc mở rộng cung.
Một số người sẵn sàng trả mức giá cao hơn P0. Khi giá giảm, lợi ích của họ là diện tích trong hình chữ nhật được tạo thành bởi P0 ở cạnh trên, ở cạnh dưới bởi P1, cạnh trái bởi trục giá và cạnh phải bởi đường kéo dài theo chiều dọc từ Q0.
Nhóm người hưởng lợi thứ hai là người tiêu dùng mua nhiều hơn, và người tiêu dùng mới, những người sẽ trả mức giá mới thấp hơn (P1) nhưng không phải giá cao hơn (P0). Mức tiêu dùng bổ sung của họ tạo nên sự khác biệt giữa Q1 và Q0. Thặng dư tiêu dùng của họ là hình tam giác giới hạn ở bên trái bởi đường kéo dài theo chiều dọc lên từ Q0, ở bên phải và trên cùng bởi đường cầu, và ở phía dưới là đường kéo dài theo chiều ngang sang phải từ P1.

### Quy tắc một nửa
Quy tắc một nửa ước tính sự thay đổi trong thặng dư tiêu dùng đối với những thay đổi nhỏ của cung với đường cầu không đổi. Lưu ý trong trường hợp đặc biệt là khi đường cầu của người tiêu dùng là một đường thẳng (tuyến tính), thặng dư của người tiêu dùng là diện tích của tam giác giới hạn bởi đường thẳng đứng Q = 0, đường ngang {\displaystyle P=P_{\mathrm {mkt} }} và đường cầu tuyến tính. Do đó, sự thay đổi trong thặng dư tiêu dùng là diện tích của hình thang với i) chiều cao bằng với sự thay đổi của giá cả và ii) độ dài đoạn giữa bằng trung bình cộng của các đại lượng cân bằng trước và sau. Theo hình trên,
{\displaystyle \Delta CS={\frac {1}{2}}(Q_{1}+Q_{0})(P_{0}-P_{1}),}
Trong đó:
- CS = thặng dư của người tiêu dùng;
- Q0 và Q1 lần lượt là lượng cầu trước và sau khi cung thay đổi;
- P0 và P1 lần lượt là giá trước và sau khi cung thay đổi.

## Thặng dư sản xuất
Thặng dư sản xuất là lợi ích bổ sung mà người sở hữu các yếu tố sản xuất và người cung cấp sản phẩm mang lại cho người sản xuất do sự chênh lệch giữa sản xuất, giá cung ứng sản phẩm, và giá thị trường hiện hành. Sự khác biệt giữa số tiền thực tế thu được trong một giao dịch trên thị trường và số tiền tối thiểu mà nó đang sẵn sàng chấp nhận với các yếu tố sản xuất hoặc các sản phẩm được cung cấp.

### Tính toán thặng dư sản xuất

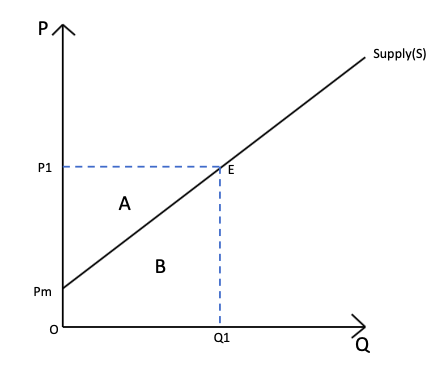
Thặng dư sản xuất

Thặng dư sản xuất thường được thể hiện bằng diện tích bên dưới đường giá thị trường và phía trên đường cung. Trong Hình 1, các vùng được tô bóng bên dưới đường giá và phía trên đường cung giữa sản lượng 0 và sản lượng tối đa Q1 cho biết thặng dư của người sản xuất. Trong số đó, OP1EQ1 nằm dưới đường giá. Điều này cho thấy rằng tổng doanh thu là tổng số tiền thanh toán tối thiểu mà nhà sản xuất thực sự chấp nhận. Diện tích OPMEQ1 nằm bên dưới đường cong S là tổng doanh thu tối thiểu mà nhà sản xuất sẵn sàng chấp nhận. Trong Hình 1, diện tích được bao quanh bởi đường giá thị trường, đường cung của nhà sản xuất và trục tọa độ là thặng dư của nhà sản xuất. Bởi vì hình chữ nhật OP1EQ1 là tổng doanh thu thực tế mà nhà sản xuất thu được, nghĩa là A + B, và hình thang OPMEQ. Tổng lợi nhuận tối thiểu mà nhà sản xuất sẵn sàng chấp nhận, tức là B, do đó A là thặng dư của nhà sản xuất.
Rõ ràng, nhà sản xuất sẽ sản xuất và bán một lượng hàng hóa Q1 nhất định với giá thị trường P1. Nhà sản xuất đã giảm lượng hàng hóa cho Q1, có nghĩa là nhà sản xuất đã tăng các yếu tố sản xuất hoặc chi phí sản xuất tương đương với lượng AVC·Q1. Tuy nhiên, đồng thời, nhà sản xuất thực tế thu được tổng thu nhập tương đương với tổng giá thị trường P1·Q1. Vì AVC luôn nhỏ hơn P1 nên từ việc sản xuất và bán hàng hóa trong Q1, nhà sản xuất không chỉ có được doanh thu bán hàng tương đương với chi phí biến đổi mà còn có thêm doanh thu. Phần thu nhập vượt mức này phản ánh sự gia tăng lợi ích mà các nhà sản xuất thu được thông qua việc trao đổi trên thị trường. Do đó, trong kinh tế học, thặng dư của người sản xuất thường được dùng để đo phúc lợi của người sản xuất và là một phần quan trọng của phúc lợi xã hội.
Thặng dư của nhà sản xuất thường được sử dụng để đo lường phúc lợi kinh tế mà nhà sản xuất thu được trên thị trường cung. Khi giá cung không đổi, phúc lợi của người sản xuất phụ thuộc vào giá thị trường. Nếu nhà sản xuất có thể bán sản phẩm với giá cao nhất thì phúc lợi lớn nhất. Là một phần của phúc lợi xã hội, quy mô thặng dư của người sản xuất phụ thuộc vào nhiều yếu tố. Nhìn chung, khi các yếu tố khác không đổi, giá thị trường tăng sẽ làm tăng thặng dư của người sản xuất, và giá cung hoặc chi phí cận biên giảm cũng sẽ làm tăng thặng dư của người sản xuất. Nếu có thặng dư hàng hoá, tức là người ta chỉ có thể bán một phần hàng hoá theo giá thị trường, và thặng dư của người sản xuất sẽ giảm xuống.
Rõ ràng, tổng thặng dư của người sản xuất của tất cả các nhà sản xuất trên thị trường tạo thành thặng dư sản xuất của toàn thị trường. Về mặt biểu đồ, nó phải được thể hiện dưới dạng diện tích được bao quanh bởi đường cung thị trường, đường giá thị trường và trục tọa độ.

### Sách
- Bade, R., & Parkin, M. (2017). Essential Foundations of Economics (8th ed.). Pearson.

- Corporate Finance Institute. (2021, March 26). Consumer Surplus and Producer Surplus.